# Craspedacusta sowerbyi
Craspedacusta sowerbii es una especie de hidrozoo traquilino del orden Limnomedusae, familia Olindiidae. Es una medusa de agua dulce de un diámetro de 2,5 cm. Al borde de la umbrela tiene unos 600 tentáculos con cnidoblastos.